# MAASAI
MAASAI är en svensk duo från Stockholm. Duon består av Dominique Teymouri (sång) och Zackarias Ekelund (trummor).

## Medlemmar
- Dominique Teymouri
- Zackarias Ekelund

## Diskografi

### Singlar
- Memories (2013)[1]
- The Healer (2013)[2]
- Forgive Me (2014)[3]
- Collide (2015)[4][5]

### Album
- Feeling Blue, Seeing Orange (2015)[6][7]

### Samarbeten
- Frida Sundemo - Snow, MAASAI Remake (2012)